# Hidrat

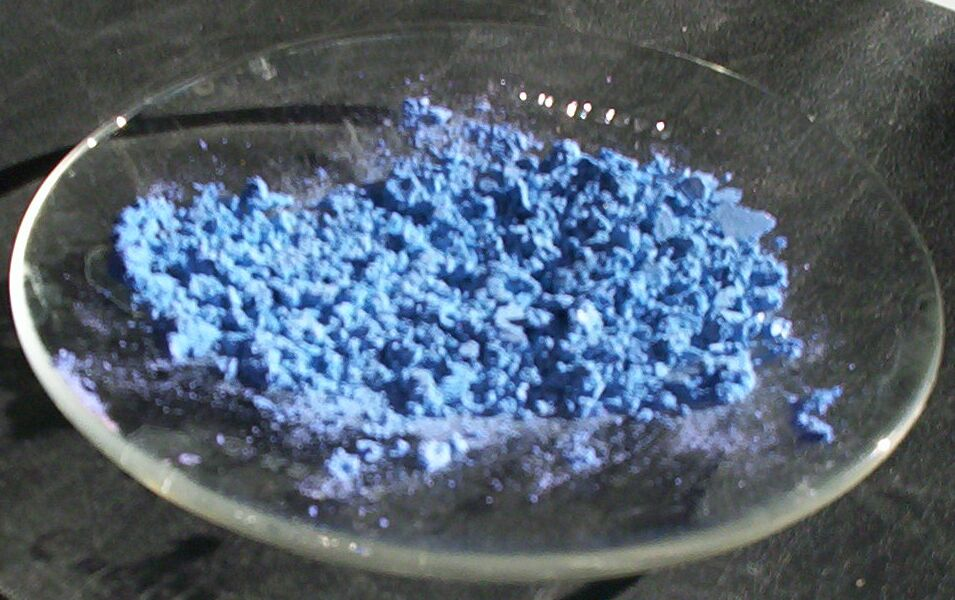
Clorur de Cobalt(II) anhidre CoCl₂

Hidrat en química orgànica, és un compost format en agregar aigua o els seus elements a una molècula receptora. Per exemple, l'etanol, C₂—H₅—OH, pot ser considerat un hidrat d'etilè, CH₂=CH₂, format per l'agregació d'H a un C i OH a l'altre carboni. Una molècula d'aigua pot ser eliminada, per exemple mitjançant l'acció d'àcid sulfúric. Un altre exemple és l'hidrat de cloral, CCl₃—CH(OH)₂, que pot ser obtingut mitjançant la reacció d'aigua amb cloral, CCl₃—CH=O.
Altres molècules són anomenades hidrats per raons històriques. La glucosa, C₆H₁₂O₆, es va pensar originalment que responia a la fórmula C₆(H₂O)₆ i va ser identificada com un carbohidrat, però això és una descripció de la seva estructura tal com se la coneix actualment. D'altra banda el metanol sovint es presenta com “metil hidrat”, cosa que implica una fórmula que és incorrecta (CH₃OH₂), quan la fórmula correcta és CH₃—OH.

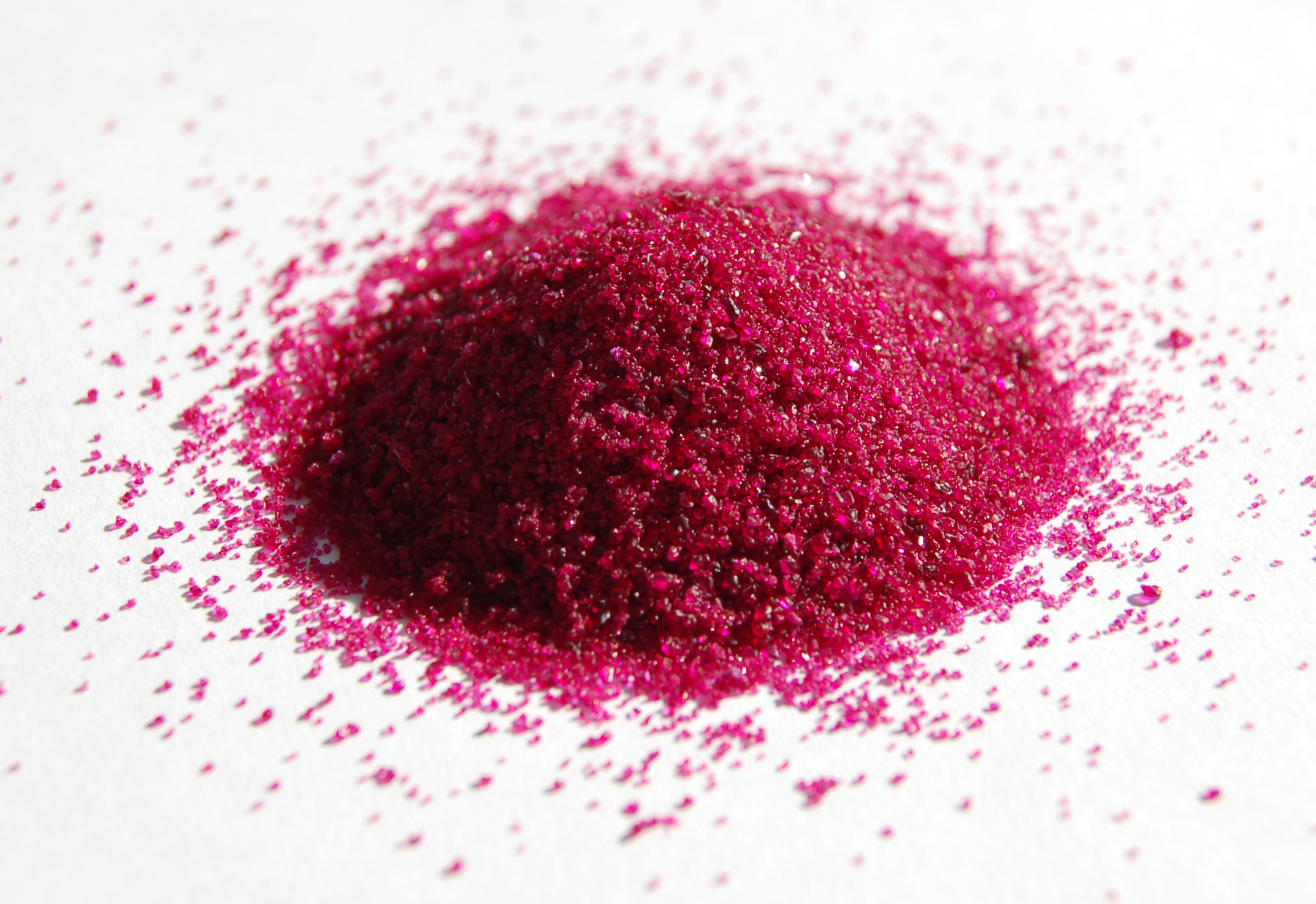
Clorur de Cobalt(II) hexahidratat Co(H₂O)₆Cl₂

En química inorgànica, els hidrats contenen molècules d'aigua que o bé estan lligades a un nucli metàl·lic o estan cristal·litzades amb el complex metàl·lic. Aquests hidrats es diu que contenen aigua de cristall·ització o aigua d'hidratació aquesta aigua és alliberada quan l'hidrat és sotmès a alta temperatura, la xarxa es trenca i deixa escapar una o més molècules d'aigua. Si l'aigua és aigua pesant, on hi ha l'isòtop deuteri, es fa servir el terme deuterar en lloc d'hidratar.